# Inmigración chilena en España
La inmigración chilena en España es una de las más numerosas y de las que más ha crecido en los últimos años. Hacia 2018 había unos 106.060, entre chilenos y descendientes residiendo en territorio español. La colonia de expatriados chilenos residentes en España es la primera más numerosa en Europa, siguiéndole la comunidad residente en Suecia.